# Jonathan Bowen

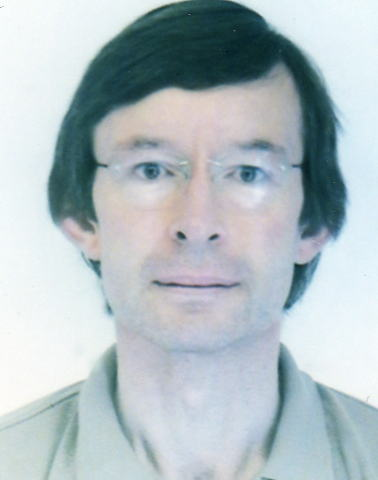
Jonathan Bowen.

Jonathan Bowen (* 1956 in Oxford) ist ein britischer Informatiker.
Bowen studierte an der Bryanston School und der Oxford University Ingenieurwissenschaften. Er gründete die „Virtual Library Museums Pages“ auf der Website International Council of Museums.

## Verweise
1. ↑  W. Andrew Robinson: The Turing Guide: Last words on an enigmatic codebreaker? In: New Scientist. 4. Januar 2017, abgerufen am 16. Mai 2025 (englisch).
2. ↑  Jennifer Koslow: Book Review – Museums and digital culture: new perspectives and research. In: Museum Management and Curatorship. Band 34, Nr. 5, 4. September 2019, S. 537–539, doi:10.1080/09647775.2019.1661098 (englisch).
3. ↑  The Arts and Computational Culture, 2024. DBLP, 2024, abgerufen am 16. Mai 2025 (englisch).